# Emil Szittya
Emil Szittya (18 août 1886 - 26 novembre 1964) est un critique d'art de l'avant-garde artistique et écrivain libertaire né à Budapest (Autriche-Hongrie). Son vrai nom est Adolf Schenk.

## Biographie
Adolf Avraham Schenk est né en 1886 à Óbuda, une banlieue nord de Budapest, de Ignac Schenk, son père cordonnier et de Regina Spatz, sa mère. Il est l'aîné d'une famille juive pauvre de six enfants. Emil Szittya a vécu une véritable vie de bohème. Il s'installe à Paris en 1906, puis fréquente le café munichois Simplicissimus en 1908-1909 avec Hugo Ball, Klabund et Marietta di Monaco. Il visite pour la première fois la communauté tolstoïenne-anarchiste du Monte Verità dans la ville suisse d'Ascona vers 1908, d'où son intérêt pour l'anarchisme. L'un de ses grands héros était l'anarchiste russe Pyotr Kropotkin. Au cours de l'été 1909, Szittya rencontre à Stuttgart le doyen de l'avant-garde hongroise, Lajos Kassák, qu'il accompagne dans une tournée européenne de neuf mois et qui l'initie à l'histoire de l'art européen. Il devient ami avec Blaise Cendrars, qu'il rencontre pour la première fois à Leipzig. Ensuite, ils se retrouvent à Paris vers 1910-1911 ou Szittya publie la première série de sa revue Neue Menschen. Les difficultés matérielles sont grandes, Blaise, Emil et Marius Hanot lancent une version française de Neue Menschen : Les Hommes nouveaux, revue franco-allemande : libre et anarchiste. Blaise Cendrars publie La prose du Transsibérien et de la Petite Jehanne de France illustrée par la peinture simultaniste de Sonia Delaunay chez Éditions des Hommes nouveaux, qu'il a créées avec Szittya. Au début de la Première Guerre mondiale, il se réfugie à Zurich, où il publie en 1915 le journal pré-dadaiste Der Mistral avec Hugo Kersen et Walter Serner. Il était ami avec tous les membres de l'avant-garde sur lesquels il a écrit un livre de souvenirs : Das Kuriositäten-Kabinett. Dans les années 1920, il travaille comme journaliste principalement en Allemagne, où il rencontre sa femme Erika Dragert, la future Madame Szittya. En 1929, il s'installe à Paris. Il épouse Erika Drägert en 1930 et en 1931 naît leur fille Jeanne. Dans les années 1930, il publie principalement en allemand dans la capitale française, notamment des livres sur l'histoire de l'art et un journal antifasciste, Die Zone. Ses travaux les plus importants comprennent une monographie sur Chaim Soutine (Soutine et son temps) et un recueil de rêves (82 rêves pendant la guerre entre 1939-1945). Szittya entre au PCF, sa carte pour le Bloc ouvrier paysan parisien, un groupement trotskiste du Parti communiste, date de 1936. En 1940, avec sa famille, il se réfugie à Toulouse. En 1945, il s'installe avec sa fille, rue du Château à Montmartre. Des activités de Szittya au sein du PCF se concentrent dans le domaine de la politique culturelle dès 1945. Il est notamment actif au sein du Comité France-URSS, qui organise des expositions d'artistes des deux pays, notamment en mai et en novembre 1945 avec des artistes russes.
Emil Szittya sera un véritable météore et écrivain bohème de la littérature européenne. Véritable apôtre de l'avant-garde, il lance le poète Lajos Kassák et Blaise Cendrars et fut certainement le premier à reconnaître le génie de Chagall.
En 2019, 300 gouaches et toiles d'Emil Szittya sont redécouvertes.

## Chronologie
- 1906-1907 : séjour à Ascona (Suisse), dans la colonie Monte Verità[2],
- 1908 : rencontre avec Blaise Cendrars,
- 1911-1912 : fonde la revue Les Hommes nouveaux à Paris,
- 1915 à Zürich avec Lénine[1], Radek et Trotsky,
- 1916 au Cabaret Voltaire du Dada de Zurich,
- 1919 en Hongrie pour la révolution
- 1940-1944 : dans la résistance à Limoges,
- 1945 : habite 149 rue du Château, fréquente le café Les Deux Magots[2],
- 1961 : rencontre Franz Jung à Paris,
- 1964 : meurt le 26 novembre à Paris, inhumé au cimetière de Bagneux.

## Expositions
- 1958 : Galerie Gisler, Paris
- 1962 : Galerie Pierre Birtschansky, Paris
- 1963 : Galerie Colette Ryter, Zurich
- 1964 : Galerie Herzog, Ascona
- 1985 : Galerie Löcker, Vienna
- 1986 : Neue Galerie, Graz
- 1986 : Galerie Goldenes Kalb, Aarau
- 1986 : Galerie Kurt Salchli, Bern
- 1989 : Musée Kassák, Budapest
- 1990 : Galerie municipale, Szombathely, Hongrie
- du 14 avril au 14 mai 2022 : Galerie Laurentin, Paris : Emil Szittya, un artiste européen[2]
- du 22 avril au 25 juin 2022, Institut Liszt, Centre Culturel Hongrois Paris, Paris : Emil Szittya, le vagabond de l’avant-garde[2]
- du 25 janvier au 5 avril 2024, Collegium Hungaricum Wien, Wien : Emil Szittya, Landstreicher und Gesamtkünstler der Avantgard[6]